# Vologda
Vologda (ruski: Во́логда) je grad na sjevero-zapadu europskog dijela Rusije, administrativno središte Vologodske oblasti.
Osnovana je 1147. godine, administrativno, kulturno i znanstveno središte Vologodske oblasti. Smještena je na rijeci Vologdi. Najvažnije prometno čvorište sjeverozapada Rusije. Jedan je od gradova s posebno vrijednom povijesnom baštinom: u gradu je identificirano 224 spomenika povijesti, arhitekture, kulture; 128 od njih su zaštićeni od strane države.

## Povijest

### Datum osnivanja Vologde
Službeni datum osnivanja Vologde smatra se 1147. godina. Ova verzija se temelji na «Priči o čudima Gerasima Vologodskog» iz 1666. godine i «Ljetopisi» Ivana Slobsdkog iz 1716. Oba su izvora sekundarna te su posuđeni od ranijih izvora. Oni govore o dolasku redovnika Gerasima na rijeku Vologdu i osnivanju na Kaisarovom potoku (koji utječe u Vologdu) Trojickog samostana «udaljenim na polpoprišča» (800 metara) od Lijenog trga. Pristaše službenog datuma osnutka ukazuju, međutim, da je u XII stoljeću Vologda postojala kao naselje, ali to još nije bio utvrđeni grad i nije imala kaštel.

## Zemljopis
Otprilike prije 10.000 godina na području Vologodske oblasti je bio ledenjak, koji je prilikom otapanja oblikovao brdski krajobraz. Kao posljedica otapanja nastalo je Kubenskoje jezero.

## Vanjske poveznice
- Službene stranice grada Vologde  Arhivirana inačica izvorne stranice od 23. prosinca 2017. (Wayback Machine)